# Mbashe
De Mbashe (ook M'bashe, Mbhashe of Bashee) is een rivier in de Zuid-Afrikaanse provincie Oost-Kaap die in de Drakensbergen begint en eindigt in de Indische Oceaan. Daarnaast stroomt de rivier ook door de plaats Mvezo, waar Nelson Mandela werd geboren.

## Etymologie
De oorsprong van de naam Mbashe is niet helemaal zeker. De naam, komend uit de Xhosa-taal, verwijst naar een 'donkere rivier' of een 'gevaarlijk ravijn'. Er zijn twee theorieën:
- De mensen die naast de rivier wonen zouden de rivier 'gevaarlijk' of 'donker' noemen.
- Volgens de overlevering zou de rivier vernoemd zijn naar een persoon genaamd "Mbashe".

## Verloop

### Bovenloop
De Mbashe begint officieel in de Drakensbergen ten noordoosten van Elliot door de samenvloeiing van de Sitoleni en de Ntsuba, twee bergbeekjes die enkele kilometers westelijker beginnen. Vervolgens stroomt de Mbashe-rivier in oostelijke richting verder. Hierbij doorstroomt ze ook een van de vele kloven van de Drakensbergen. Tussen deze kloven stroomt ze als een redelijk ondiepe beek door het bergachtige landschap.
De beboste oevers zijn ook erg typerend voor de rivier. Deze beboste oevers komen vooral voor in bergachtige gebieden. Op het moment dat de eerste grote(re) zijrivier, de Kuhlaba, in de Mbashe stroomt is het debiet gestegen en beginnen de kloven geleidelijk breder te worden. De rivier wordt steeds breder aangezien er nog meer beken en riviertjes zich bij de Mbashe voegen. Enkele kilometers verder heeft de rivier zelfs een laaggelegen vlakte gevormd.
Ook beginnen de oevers wat boomvrijer te worden. Het ontstaan van deze vlakte is echter niet volledig het werk van de Mbashe-rivier zelf: rivieren zoals de Inkobongo en de Xuka bevinden zich op dit punt relatief dicht bij de Mbashe. De dalen van deze drie rivieren komen hier als het ware samen. De gemiddelde lengte van de vlakte is ongeveer 23 kilometer en de breedte 26 kilometer. Uiteindelijk wordt de omgeving rondom de rivier bergachtiger en komen de Inkobongo en de Xuka hier echt samen met de rivier.

### Middenloop
Vervolgens blijft hij de rest van zijn verloop door de bergachtige gebieden stromen. Er voegen zich ondertussen veel beekjes en overige waterlopen bij de rivier en hij doorstroomt ook verschillende bergdorpjes, waaronder Mvezo, waar op 18 juli 1918 Nelson Mandela werd geboren. Doordat de rivier hier sterk aan het meanderen is, zijn er hier mooi uitgesleten kloven te bezichtigen.

### Benedenloop
Ondertussen is de rivier steeds sterker aan het meanderen, maar voorbij Manzikanyi beginnen de meanders wat minder te worden en stroomt hij rustig in de richting van de Indische Oceaan. Ook beginnen de kloven zich verder van de rivier te bevinden, en dit door het toegenomen debiet. Hierdoor is een klein heuvelachtig, maar vruchtbaar dal ontstaan. Maar na vele kilometers zijn er weer kloven langs de rivier. Eenmaal aangekomen in de kloven stroomt de rivier rustig naar de oceaan en neemt het veel vruchtbaar sediment mee.
Door dit sediment zijn er intussen al een aantal riviereilandjes gevormd. Verderop verbreed de rivier zich, wat betekent dat de oceaan nu écht dichtbij is. Op dit punt is het Mbashe-estuarium zich namelijk aan het vormen. Via dit estuarium mondt de rivier uit in de Indische Oceaan. Bij de monding bevinden er zich een aantal vakantieverblijven en verderop (in westelijke richting) nog een oude meander van de rivier. Op die plek mondde de rivier vroeger uit in de oceaan.

## Ecologie
De belangrijkste vissoorten die voorkomen in de rivier zijn, uitgerekend vanaf de in deze rivier gevangen vissen:
- Labeobarbus aeneus
- Barbus pallidus
- Barbus anoplus
- Myxus capensis
- Anguilla marmorata
- Anguilla mossambica

De Anguilla mossambica is een invasieve soort die nu op grote schaal in het stroomgebied van de Mbashe voorkomt.
- Virtual International Authority File: 4711151304661349460000